# Comuna Valea Mare, Covasna
Valea Mare (maghiară Nagypatak) este o comună în județul Covasna, Transilvania, România, formată numai din satul de reședință cu același nume. Curpinde un singur sat. În 1999 s-a desprins ca și comună de sine stătătoare din Barcani.

## Demografie
Componența etnică a comunei Valea Mare
     Români (92,78%)
     Maghiari (1,97%)
     Alte etnii (1,22%)
     Necunoscută (4,03%)
Componența confesională a comunei Valea Mare
     Ortodocși (89,31%)
     Martori ai lui Iehova (2,16%)
     Baptiști (2,06%)
     Alte religii (2,16%)
     Necunoscută (4,32%)
Conform recensământului efectuat în 2021, populația comunei Valea Mare se ridică la 1.066 de locuitori, în creștere față de recensământul anterior din 2011, când fuseseră înregistrați 1.051 de locuitori. Majoritatea locuitorilor sunt români (92,78%), cu o minoritate de maghiari (1,97%), iar pentru 4,03% nu se cunoaște apartenența etnică. Din punct de vedere confesional, majoritatea locuitorilor sunt ortodocși (89,31%), cu minorități de martori ai lui Iehova (2,16%) și baptiști (2,06%), iar pentru 4,32% nu se cunoaște apartenența confesională.

## Politică și administrație
Comuna Valea Mare este administrată de un primar și un consiliu local compus din 9 consilieri. Primarul, Bogdan-Ștefan Marin[*], de la Partidul Social Democrat, este în funcție din octombrie 2020. Începând cu alegerile locale din 2024, consiliul local are următoarea componență pe partide politice:
|  | Partid                          | Consilieri | Componența Consiliului | Componența Consiliului | Componența Consiliului | Componența Consiliului | Componența Consiliului | Componența Consiliului | Componența Consiliului | Componența Consiliului |
|  | ------------------------------- | ---------- | ---------------------- | ---------------------- | ---------------------- | ---------------------- | ---------------------- | ---------------------- | ---------------------- | ---------------------- |
|  | Partidul Social Democrat        | 8          |                        |                        |                        |                        |                        |                        |                        |                        |
|  | Alianța pentru Unirea Românilor | 1          |                        |                        |                        |                        |                        |                        |                        |                        |